# J.G. Farrell
James Gordon Farrell (Liverpool, 23 januari 1935 – Bantry Bay, Ierland, 12 augustus 1979) was een Brits schrijver. Hij won tweemaal de Booker Prize.
J.G. Farrell publiceerde onder de voorletters van zijn voornamen om verwarring met de Amerikaanse schrijver James G. Farrell te vermijden. Hij debuteerde begin jaren 1960 en brak door met A Girl in the Head (1967) en Troubles (1970).

## Prijzen
- 1971: Geoffrey Faber Memorial Prize (Troubles)
- 1973: Booker Prize (The Siege of Krishnapur)
- 2010: Lost Man Booker Prize (Troubles), gewonnen voor het jaar 1970. De Lost Man Booker Prize werd geïnitieerd omdat niet alle boeken in 1970 meedongen naar de Booker Prize van dat jaar vanwege wijzigingen in het reglement in 1970[4]

- Bibsys: 98023951
- Biblioteca Nacional de España: XX921541
- Bibliothèque nationale de France: cb121460257 (data)
- Catàleg d'autoritats de noms i títols de Catalunya: 981058525929606706
- CiNii: DA04700525
- Gemeinsame Normdatei: 119346834
- International Standard Name Identifier: 0000 0001 2282 0403
- Library of Congress Control Number: n50011932
- Bibliotheek van het Japanse parlement: 00439246
- Nationale Bibliotheek van Tsjechië: jn19990002175
- Nationale Bibliotheek van Israël: 987007463601205171
- Nederlandse Thesaurus van Auteursnamen: 068884729
- Istituto Centrale per il Catalogo Unico: RAVV242540
- SNAC: w6kq2qrn
- Système universitaire de documentation: 050340654
- Trove: 1234999
- Virtual International Authority File: 76353436
- WorldCat: E39PBJcrfwhCYDRQMFXpkpjBfq